# Slag om Overloon
De Slag om Overloon (ook bekend als Operatie Aintree) is de geschiedenis ingegaan als de enige tankslag die op Nederlands grondgebied plaatsvond tijdens de geallieerde bevrijdingsoperaties (30 september – 18 oktober 1944). Van een tankslag is echter nooit sprake geweest.
De Operatie Market Garden, die plaatsvond op 17 september 1944, is een verrassing voor de Duitsers. De snel opeenvolgende operaties hebben tot gevolg dat de Duitsers hun bevelvoering gaan reorganiseren en hun front in Zuid-Nederland in twee delen moeten splitsen. Het pas gevormde 15e leger onder generaal Gustav-Adolf von Zangen krijgt de linie Noordzeekust-Nijmegen toegewezen en een nieuwe legergroep wordt gevormd in het front Nijmegen-Roermond onder de befaamde Luftwaffe-General-Oberst Kurt Student, de 1e Fallschirm Armee, alles onder het opperbevel van Veldmaarschalk Walter Model.
General-Oberst Student is nog niet geheel gereed met de opbouw van zijn 1e Fallschirm Armee als op 19 september de eerste Duitse pantsereenheden van de 107e pantserbrigade de corridor op de weg Veghel-Uden doorbreken. Deze Duitse pantserbrigade zal later een hoofdrol spelen in de gevechten rond Overloon-Venray.

## Bruggenhoofd Venlo als gevechtsterrein
Bernard Montgomery ziet zich genoodzaakt zijn grote plan voor de aanval op de Rijn uit te stellen. Operatie Market Garden verloopt niet zoals gepland: niet alleen worden er troepen vastgehouden bij Nijmegen en Arnhem en wordt de Duitse druk daar hoe langer hoe groter, ook de haven van Antwerpen moet worden veiliggesteld, wat een verovering van de Westerschelde betekent. Nu komt er nog een derde moeilijkheid bij: de Duitsers zijn bezig een hecht front te vormen in de grote bocht van de Maas tussen Sambeek en Venlo.
Het terrein dat de Duitsers gekozen hebben voor dit Maasfront zal het de oprukkende legers zeer moeilijk maken. Dit terrein strekt zich uit tussen Oploo en Blerick en wordt afgegrensd door twee natuurlijke obstakels: aan de ene zijde het moerassige gebied de Peel en aan de andere zijde de rivier de Maas. Het terrein zelf bestaat uit weke weidegronden doorsneden met waterlopen en beken, zware bebossing en slechts één grote verkeersweg, die naar Venray. Vanuit Oploo was de toegang naar Venray dus een knelpunt. Het werd de spits van het bruggenhoofd Venlo.

## De107e Duitse Pantserbrigadein Overloon
De luitenants Götz Küster en Otto Morof vertellen enkele maanden na de Slag om Overloon: “We hadden ons, na de gelukte doorbraak van de corridor bij Veghel en na het de Amerikanen van de 101e Airborne Division bij de brug over het Wilhelminakanaal bij Son lastig gemaakt te hebben, via Nuenen en Helmond teruggetrokken in de bossen van De Rips. Er waren op dat moment geen nadere orders en dus was het wachten. Van het oostfront hadden we een Nederlandse SS'er meegebracht. Hij bood aan in de omstreken te gaan informeren omtrent de bewegingen van de geallieerden. Onze commandant vond dit goed. Na een paar uur kwam hij terug, in burgerkleren welke hij ergens had geregeld, met de jobstijding: “Deurne en Gemert zijn in Engelse handen, we komen in de tang te zitten”. In enkele minuten stond de hele brigade op de weg om te trachten nog vóór de Engelsen in Oploo te zijn op onze weg naar de Maas. Dat is gelukt en zodoende kwamen we in Overloon waar we orders kregen om aldaar ons in te richten en stand te houden. Onze Nederlandse SS'er hebben we niet meer teruggezien.” Het is zondag 25 september.

## Evacuatie van Overloon
Op 25 september komen de eerste geallieerde eenheden in Oploo. Het zijn onderdelen van de 11e Britse Pantserdivisie, bijgenaamd Black Bull. Op 26 september trekt een onderdeel, het 3e Bataljon van het Monmouthshire-Regiment naar Westerbeek om daar in stelling te gaan in de bossen in het Overloonse Vlak. Het eerste geallieerde onderdeel is hiermee op het front verschenen. Intussen hebben de Duitsers hun stellingen gereed aan de Peelkant en Heikant te Overloon en bij Stevensbeek, met het zwaartepunt voorlopig aan weerszijden van de weg naar Oploo.
Op 27 september bevelen de Duitsers dat de bevolking uit de streek onmiddellijk moet evacueren. Niet alleen Overloon met 1.300 inwoners, ook de reeks oostelijk daarvan gelegen dorpen moeten binnen enkele uren verlaten zijn. In kleine plaatsen als Maashees, Holthees en Smakt worden meer dan 3.000 evacués samengepakt. In de stromende regen bereiken die avond grote groepen vluchtelingen de plaats Venray waar zij in de gebouwen van kloosters, pensionaat en psychiatrische kliniek onderdak vinden.

## Eerste beschietingen
In de nacht van 26 op 27 september klokslag 12 uur vuurt de Engelse artillerie de eerste granaten op Overloon af. Enkele Duitsers zijn het slachtoffer. Het doel was - zoals bij elke belegering van een stad op dorp - vooral de kerktoren: die is zowel zichtbaar in het veld als duidelijk herkenbaar op de kaart. Door die te beschieten kon na een treffer uitgerekend worden hoe de kanonnen gericht moesten worden om andere doelen te raken. In de eerstvolgende dagen beperkt de wederzijdse activiteit zich tot patrouilles en kleine schermutselingen met af en toe artilleriebeschietingen. Intussen is Montgomery druk bezig met het voorbereiden van zijn plan voor de aanval op het Rijnland. In het kader van dit plan is het echter nodig zo spoedig mogelijk het Duitse bruggenhoofd Venlo op te ruimen. De opdracht daartoe krijg het Engelse 8e Korps. De commandant van dit Korps acht zich niet in staat tot de opruiming van het bruggenhoofd omdat Montgomery eenheden van dit korps wil reserveren voor de slag in het Rijnland.

## De Amerikanen verschijnen op het slagveld
In diezelfde dagen bestormen troepen van Hodges Eerste Amerikaanse Leger en met name van het IIIe Legerkorps onder J.A. van Fleet, de vesting Metz. Een van de divisies, de 7e Amerikaanse Tankdivisie, onder commando van generaal Lindsay McDonald Sylvester, wordt uit het front genomen en op mars gezet met de opdracht: opruiming van een Duits front ten westen van de Maas. Deze opdracht gaat vergezeld van de laconieke mededeling dat volgens inlichtingen de vijandelijke weerstand in de Peel licht was en onvoldoende georganiseerd. Venlo was het hoofddoel en kon in twee dagen bereikt worden! De Amerikanen leggen in twee geforceerde dagmarsen de lange weg vanuit de Elzas door Luxemburg en over Hasselt in België naar de Peel af. Op 28 september arriveren zij bij Oploo en Stevensbeek.
De Duitse commandant daarentegen was beter ingelicht en inmiddels volledig op de hoogte van de komst van de Amerikanen.
30 september, ’s morgens om 6 uur beginnen de Amerikanen aan te vallen. De aanvalsassen zijn Vortum-Mullem, Brakkenhof, Stevensbeek, weg Oploo-Overloon en Overloons Vlak. Gevechtsgroep A rukt op naar het Vlak. In het noordoostelijke deel, richting Vortum, valt gevechtsgroep B onder Hasbrouck aan. De hoofdaanval is bedoeld voor Vortum.
Gevechtsgroep A staat tegenover de 107e Duitse Pantserbrigade en de Amerikaanse Shermans worden ontvangen door hevig vuur uit 88mm kanonnen. De Amerikaanse aanvallen hebben weinig succes en er is slechts geringe terreinwinst. Bij Overloon loopt een afdeling van de Amerikanen vast in een mijnenveld.
Een andere afdeling, namelijk de A-compagnie van het 17e Tankbataljon, krijgt de ene treffer na de andere en maakt rechtsomkeert om uit het vuur te komen, voor zover nog mogelijk. Met doorboorde koepels, fel brandend, blijven tanks langs de eenzame weg naar Vortum liggen. Gewonden blijven in de tanks achter.

## De eerste dagen
Op 1 en 2 oktober hervatten de Amerikanen de aanval op Overloon. De Duitsers doen tegenaanval op tegenaanval en het hevige artillerievuur van de 107e Duitse Pantserbrigade doet de Amerikaanse aanval gedeeltelijk mislukken. De daaropvolgende dagen blijft de strijd heen en weer gaan.
Gedurende de gehele slag waren de RAF en USAF zeer actief. Hawker Typhoons van de RAF zochten de doelen op, vooral de posities van de gevreesde 88 mm kanonnen en de Nebelwerfers. De P-47 Thunderbolts van de USAF bestookten de vijandelijke stellingen in de bossen ten noorden en zuiden van Overloon.
De 3e oktober begint met twee Duitse aanvallen, de Nebelwerfers en de 88mm-kanonnen richten een slachting aan onder de Amerikanen. Bij de tweede aanval worden ook de Panthertanks ingezet.
Generaal Hasbrouck besluit dan zijn geluk in een nachtelijke aanval te beproeven in de nacht van 3 op 4 oktober. De gevechtsgroep Wemple zal tweemaal aanvallen. Beide aanvallen vinden een dramatisch einde in de mijnenvelden.
De 4e oktober zal gekenmerkt blijven als de dag waarop het felst gevochten werd. Maar liefst zevenmaal doen de Duitsers een tegenaanval. Terwijl de Duitsers al deze aanvallen ondernemen, wil generaal Hasbrouck proberen Overloon te omsingelen. Hiertoe stuurt hij een tankbataljon met infanterie door de Vierlingsbeekse Heide en het Vierlingsbeekse Broek. Generaal Hasbrouck had van tevoren echter geen patrouilles gestuurd en was van één ding niet op de hoogte: kasteel Hattert, vlak bij de spoorlijn te Vierlingsbeek en bij de weg Vierlingsbeek-Overloon. In en rond het kasteel bevindt zich het Luftwaffe Festungs Batallion X, met in het kasteel een verdekt opgesteld 88mm-kanon. Typhoons worden erbij geroepen en binnen enkele minuten is het kasteel veranderd in een ruïne, maar dan is de aanval reeds mislukt. Tien tanks blijven achter.
De volgende dagen blijft het beeld van het slagveld ongeveer hetzelfde, aanval op tegenaanval. Gevechtsgroep A heeft vele zware verliezen geleden en wordt uit het front genomen. Op sommige plaatsen van het front hebben Amerikanen en Duitsers zich ingegraven binnen afstand van een handgranaatworp.
Dan worden op 8 oktober de Amerikanen uit het front genomen. Delen van de 11e Britse Pantserdivisie nemen het front bij Overloon over. Het bruggenhoofd Venlo is nog steeds intact. De enige winst is dat de boscomplexen aan de rand van Stevensbeek nu vast in geallieerde handen zijn.

## Operation Constellation
Om het bruggenhoofd Venlo definitief uit te schakelen wordt een aanvalsplan onder de naam ‘Constellation’ opgezet. Dit plan, dat in vier fasen zal worden uitgevoerd, ziet er als volgt uit:
Fase 1: Castor, de aanval op en verovering van Overloon-Venray door de versterkte 3e Britse Infanteriedivisie. Deze divisie moet haar front zo inrichten dat zo veel mogelijk Duitse strijdkrachten worden aangetrokken, alles moet in het werk worden gesteld om de vijand te misleiden door hem in de waan te laten dat deze gehele aanval slechts gericht is op de spits van het bruggenhoofd Overloon-Venray. Als deze strijd in volle gang is volgen fase 2, 3 en 4.
Fasen 2, 3 en 4: Pollux, Sirius en Vega. De 7e Amerikaanse Pantserdivisie valt aan van Deurne naar Venray. De 11e Britse Pantserdivisie en de 15e Infanteriedivisie vallen aan op de lijn Baexem-Weert naar Roermond en Venlo om zo de terugtocht van de Duitsers bij de laatste twee plaatsen af te snijden.
De aanval op Overloon zou plaats hebben op 11 oktober om 12.15 uur. De commandant van de 3e Britse Infanteriedivisie, Generaal-Majoor L.G. Whistler, kiest voor de actie van zijn divisie op Overloon-Venray de codenaam ‘Aintree’. Met deze naam eert hij zijn 1e South Lancashire Bataljon; ‘Aintree’ is de naam van een bekende paardenrenbaan bij Liverpool in Lancashire. De aanvallende infanteristen worden gesteund door Flail-tanks en door twee bataljons Churchill-tanks van de 6e Guards Tank Brigade. Deze brigade bevindt zich op 6 oktober in de buurt van Mook als zij bericht krijgt naar de Peel te vertrekken. De weersomstandigheden zijn dermate slecht dat de Churchills pas vier dagen later op het modderige strijdtoneel arriveren. Het was nu zo hard gaan regenen dat generaal Whistler de aanval 24 uur uitstelt naar donderdag 12 oktober. Op deze dag krijgt Whistler ook het bericht dat de in het Korpsplan voorziene vernietiging van de bruggen bij Venlo en Roermond niet zal doorgaan. Hierdoor zijn de Duitsers in staat op vrij eenvoudige wijze versterkingen te laten aanrukken zoals de Engelsen tot hun schade zouden ondervinden.

## Fase 1: Castor
Om precies 11 uur ’s ochtends openen meer dan 200 geallieerde kanonnen, opgesteld bij St. Anthonis, Oploo, Stevensbeek en De Rips het vuur. In de volgende 90 minuten komen meer dan 25.000 granaten op Overloon terecht. Om kwart over twaalf, als Overloon in één grote ruïne is veranderd, trekken de twee infanteriebataljons naar voren. Aan de westflank, over het open terrein van Hazenbroek en Peelkampsveld rukt het 1e bataljon Suffolk op en via de oostflank, via de Stevensbeekse bossen, het 2e bataljon East Yorkshire. Beide bataljons worden gevolgd door twee eskadrons Churchill-tanks van de Coldstream Guards en door een aantal Flail-tanks. De voorste infanteristen volgen de langzaam oprukkende tanks op de voet. Het eerste uur, waarin anderhalve kilometer wordt afgelegd, verloopt alles goed. Op het moment dat de East Yorks in het bos ten noorden van Overloon aankomen, beginnen de Duitsers steeds feller van zich af te bijten. De ondersteunende Churchills belanden niet alleen in de uitgebreide mijnenvelden, maar de tanks die vanwege het drassige terrein de gebaande wegen niet kunnen verlaten, lijden ook zware verliezen door de Duitse PAK. Hierdoor kunnen de Duitse Fallschirmjäger hun geweervuur inhouden tot de infanteristen binnen schootsafstand zijn.

## Overloon bevrijd
Omstreeks 15.00 ’s middags is ook het reservebataljon van de 8e Britse Brigade, het 1e bataljon South Lancashire, in actie gekomen. Dit bataljon moet de rechterflank van de brigade beschermen. Met steun van het 2e Eskadron van de Coldstream Guards bereikt het 1e bataljon South Lancashire de bossen ten westen van Overloon. Na een slecht gecoördineerde aanval is het verwoeste Overloon ’s avonds voor het grootste deel in Britse handen. De bevrijding van Overloon heeft voor de bevolking een wrange bijsmaak gekregen.

## Opmars naar Venray
De Duitse 107e Pantserbrigade krijgt een nieuwe opstelling in de bossen ten zuidwesten van Overloon en ten noordoosten van Venray. De brigade moet van daaruit tegenaanvallen ondernemen op Engelse formaties die over de Loobeek, een smalle beek tussen Overloon en Venray, proberen te komen.
De volgende dag, vrijdag 13 oktober, wordt het Britse offensief vroeg in de ochtend hervat. Het patroon van de vorige dag herhaalt zich: overal wordt vooruitgang geboekt, maar uiterst traag en met behoorlijke verliezen. In de bossen rondom Overloon woedt een verbitterde strijd, waarbij de Fallschirmjäger slechts meter voor meter worden teruggedrongen. Vier Churchill-tanks worden buiten gevecht gesteld.
Ook de Duitsers lijden zware verliezen, veel militairen vinden de dood in de strijd om Overloon-Venray. Op deze dag wordt ook de Panther-tank, die tegenwoordig in het Nationaal Oorlogs- en Verzetsmuseum Overloon staat, uitgeschakeld met de holle lading van een PIAT-granaat. Onder druk van de aanvallen besluit de Duitse commandant, Oberst Göltzsch, zijn troepen tot achter de Loobeek terug te trekken. Hij geeft bevel om het gebied tot aan de Loobeek te veranderen in één groot mijnenveld. Vanwege de tijdsdruk worden de gelegde mijnen niet in kaart gebracht.

## Loobeek bloedbeek
Als de inname van Venray wil slagen, moet zo snel mogelijk over de Loobeek worden opgerukt. De smalle stroom heeft door de aanhoudende regens een breedte gekregen van zes meter. Verkenningen vanuit de lucht hebben uitgewezen dat de brug over de Loobeek is opgeblazen, waardoor het zelfs voor de infanterie onmogelijk is om erover te trekken.
De volgende dag wordt gebruikt voor de nodige reorganisatie en voor het opstellen van een plan om de Loobeek over te komen. Het Royal Army Service Corps en de Royal Engineers onder luitenant-kolonel Urquhart rijgen geen gemakkelijke taak: op liefst zes plaatsen moet de Loobeek overbrugd worden, twee bruggen voor de tankafdelingen en vier voor de infanterie, een voor elk van de bataljons.
De korpsbevelhebber, generaal O’Conner, heeft besloten dat de tijd rijp is om de tweede fase van Operatie Constellation, Pollux, de volgende dag te laten beginnen. De 11e Armoured Division zou met één brigade het Peelkanaal oversteken en vanuit het westen naar Venray oprukken. De Amerikaanse 7e Armoured Division krijgt het bevel iets zuidelijker over te steken. Zodra Venray is gevallen moeten de Amerikanen doorstoten naar de Maas.
Op 16 oktober in de ochtend, trekken de Nordfolks van de 185e Brigade over de hoofdweg van Overloon naar Venray, de Warwicks volgen de secundaire weg ten westen daarvan. De Norfolks gaan om vijf uur ’s ochtends als eerste de Loobeek over. Hoewel één compagnie dwars door een mijnenveld was gegaan, heeft deze geen enkel verlies geleden. De Coldstream Guards volgen zodra de infanteristen de Loobeek over zijn gestoken, maar de tanks lopen vast in de modder. Op dat moment wordt vanuit een 88mm-kanon het vuur geopend. Als een rookgordijn over de weg en de beek is gelegd, wordt een bruggenlegger geroepen. Op het moment dat de tank als eerste over de net gelegde brug rijdt, valt deze met brug en al in de beek. De overgang op deze plaats is daardoor definitief geblokkeerd. Vierhonderd meter westelijker, bij de Warwicks, dreigt hetzelfde te gebeuren, maar met behulp van houtblokken wordt de brug enigszins verankerd. Omstreeks negen uur rolt de eerste Britse tank over de brug. In de stromende regen beginnen de Norfolks en de Warwicks de aanval op Venray. De 8e Brigade heeft die dag ook met de nodige moeilijkheden te kampen. Volgens plan steken de Suffolks pas om zeven uur de Loobeek over. Omdat de Duitsers inmiddels zijn gealarmeerd door de gevechten meer naar het oosten, komen de Suffolks terecht in een moordend machinegeweervuur. De Engelse soldaten springen in het ijskoude water van de Loobeek, maar zelfs de bodem van het riviertje is belegd met mijnen. De zware verliezen bij de oversteek van de Loobeek levert deze beek de bijnaam ‘Bloedbeek’ op.
Ook bij de Suffolks lopen de Churchills vast in de modder waarop de bataljonscommandant, Lt.-Kolonel Craddock, besluit om met zijn onderdeel met behulp van een Kapokbrug over te steken. Om elf uur zijn de eerste twee pelotons overgezet.
Terwijl de Suffolks verder ploeteren arriveren de East Yorks bij de Loobeek. In afwachting van de bruggenlegger, die om één uur ’s middags arriveert, gaan ze in dekking. Om drie uur is de brug eindelijk gelegd. Het blijft de Grenadiers echter tegenzitten. Drie Churchills rijden de brug over, maar zakken op de andere oever weg in de modder. De vastgelopen tanks kunnen nog wel vuursteun geven aan de oprukkende infanteristen en tegen de avond nemen de Suffolks de buurtschap Hiept in, één kilometer ten westen van Venray. In het donker gaan als laatsten de East Yorks naar de overkant. Het bataljon graaft zich links van de Suffolks in. Generaal Whistler heeft nu vier bataljons in een halve cirkel om Venray. De volgende dag zal een concentrische aanval op de stad beginnen; de laatste fase van operatie Constellation.

## Na de slag
Nadat Operatie Market Garden had gefaald konden de geallieerden nog net een corridor naar Nijmegen openhouden. Men wilde het bruggenhoofd Venlo opruimen om de corridor veilig te stellen en daarvoor moesten ze langs Overloon en Venray. Nadat de Amerikaanse 7e pantserdivisie gefaald had om Overloon te veroveren moest de Britse 3e infanteriedivisie het overnemen. Ze namen tegen zware verliezen Overloon in en trokken daarna verder naar Venray, maar ook tijdens deze tocht waren de verliezen zwaar. Vooral bij de oversteek van de Loobeek stierven veel soldaten. Ondanks de verovering van Venray werd de operatie om Venlo te bereiken toch stopgezet, omdat de troepen nodig waren om Antwerpen en de rest van Noord-Brabant te veroveren. De slag bleek dus uiteindelijk onnodig te zijn geweest. De slag om Overloon profileerde zich als het tweede Caen. Andere namen voor de slag zijn De vergeten slag, Operation Aintree en De tankslag bij Overloon. Onder de burgerbevolking van Overloon, Venray en Roermond komen door granaatbeschietingen en bombardement ongeveer 600 mensen om het leven.
Op 14 november 1944 werd vanuit Venray en Panheel Operatie Nutcracker gestart die de westelijke oever van de Maas bevrijdde, waarbij Blerick als laatste op 3 december werd bevrijd.

## Verwarring
De Slag is dus de geschiedenis ingegaan als enige tankslag op Nederlandse bodem, maar na onderzoek is gebleken dat er geen tankslag heeft plaatsgevonden. Er zijn inderdaad door de Geallieerden veelvuldig tanks ingezet, waaronder Cromwell, Churchill en Sherman tanks. Daartegenover stonden de Duitsers met Panther tanks, maar hiervan waren er nooit meer dan tien in de frontlinie. Veel tanks zijn uitgeschakeld door antitankwapens, zoals de Duitse Panzerschreck en de Britse PIAT, door mijnen en door antitankkanonnen, maar daarom is er geen sprake van een tankslag, omdat er vrijwel geen tankduels hebben plaatsgevonden.

## Nederlands Nationaal Oorlogs- en Verzetsmuseum Overloon
Op 31 juli 1945 werd een stichting opgericht die zich, in navolging van de Belgen, richtte op de conservering van een kavel van het slagveld Overloon. Van de gemeente kreeg de stichting dertien hectaren slagveld in erfpacht; van de bestuurskerk twee hectare.

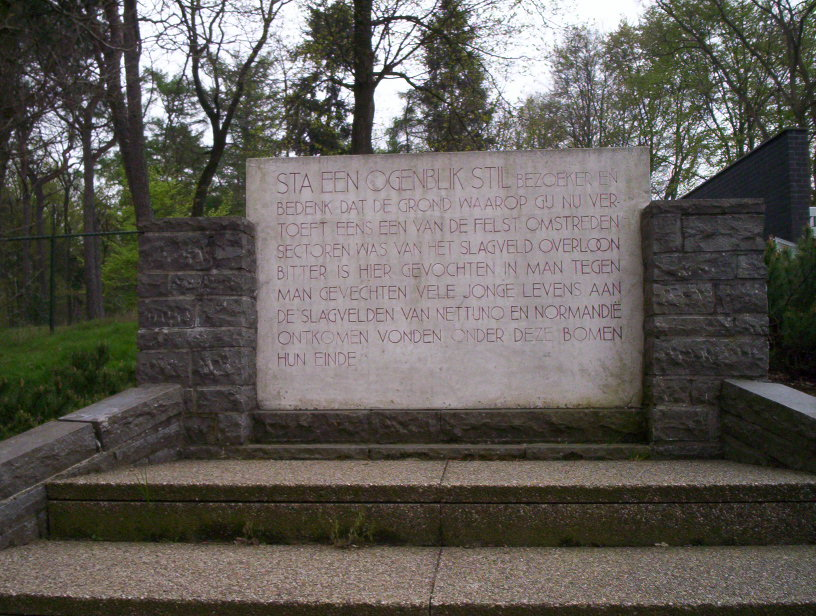
'Sta een ogenblik stil...', slag om Overloon

Met twee Churchilltanks werden voertuigen en geschut bijeen gesleept en werden wapens ondergebracht in een houten schuur. Dit materieel vormde de basis voor het Nederlands Nationaal Oorlogs- en Verzetsmuseum Overloon. Op 25 mei 1946 werd het museum officieel geopend namens Generaal Whistler. Een van de eerste bezoekers was kroonprinses Juliana. Het museum in Overloon is het oudste museum over de Tweede Wereldoorlog in West-Europa. In de loop der jaren is het museum flink uitgebreid, onder meer door schenkingen van veteranen, voormalige verzetsgroepen en particulieren. In 2006 heeft het museum de collectie van het Marshallmuseum uit Zwijndrecht, die uit ruim 200 voertuigen bestaat, aan de collectie toe kunnen voegen. Vanaf dat moment ging het museum verder onder de naam Liberty Park, sinds 2013 wordt de kortere naam Oorlogsmuseum Overloon gebruikt.

## Verliezen

### Geallieerden

#### Verenigde Staten
Tijdens de Slag om Overloon verloren de Amerikanen 452 manschappen en gingen er twee vliegtuigen verloren. Bovendien raakten 35 tanks en 43 andere voertuigen dusdanig beschadigd, dat ze niet meer konden worden ingezet in de verdere strijd.

#### Verenigd Koninkrijk
De Britten hadden in materieel slechts kleine verliezen, maar het aantal manschappen dat werd gedood was relatief hoog. De Britten verloren maar liefst 1.426 manschappen. Slechts één vliegtuig en enkele tanks werden buiten gevecht gesteld.

### Duitsland
De Duitsers verloren, volgens geallieerde rapporten, zeker twee bataljons (± 600 man). Bovendien werden meerdere Panther tanks uitgeschakeld.